# بالبینی
بالبینی (به فرانسوی: Balbigny) یک کمون (فرانسه) در فرانسه است که در canton of Néronde واقع شده‌است. بالبینی ۱۶٫۹۸ کیلومتر مربع مساحت دارد.